# Konstantin Klimov
Konstantin Jurjevič Klimov (rusko Константин Юрьевич Климов), ruski hokejist, * 30. april 1951, Moskva, Sovjetska zveza, † 1982, Sovjetska zveza.
Klimov je v sovjetski ligi igral za kluba Krila Sovjetov in Spartak Moskva, skupno je na 319-ih prvenstvenih tekmah dosegel 121 golov. Za sovjetsko reprezentanco je nastopil na dvanajsti tekmah, tudi na Summit Series 1974, na katerih je dosegel dva gola. Leta 1982 je umrl v avtomobilski nesreči v starosti enaintridesetih let.

## Pregled kariere
Odebeljeno - reprezentančni nastopi, glej tudi Statistika pri hokeju na ledu.
| Moštvo          | Liga           | Sezona |    | Redni del | Redni del | Redni del | Redni del | Redni del | Redni del |   | Končnica | Končnica | Končnica | Končnica | Končnica | Končnica |
| --------------- | -------------- | ------ | -- | --------- | --------- | --------- | --------- | --------- | --------- | - | -------- | -------- | -------- | -------- | -------- | -------- |
| Moštvo          | Liga           | Sezona | OT | G         | P         | T         | +/-       | KM        | OT        | G | P        | T        | +/-      | KM       |          |          |
| Spartak Moskva  | Sovjetska liga | 69/70  |    |           |           |           |           |           |           |   |          |          |          |          |          |          |
| Sovjetska zveza | Summit Series  | 74     |    | 1         | 0         | 0         | 0         |           | 0         |   |          |          |          |          |          |          |
| Krila Sovjetov  | Sovjetska liga | 74/75  |    |           |           |           |           |           |           |   |          |          |          |          |          |          |
| Krila Sovjetov  | Sovjetska liga | 75/76  |    |           |           |           |           |           |           |   |          |          |          |          |          |          |
| Krila Sovjetov  | Sovjetska liga | 78/79  |    | 18        | 2         | 2         | 4         |           | 8         |   |          |          |          |          |          |          |
| Skupaj          |                |        |    | 19        | 2         | 2         | 4         |           | 8         |   |          |          |          |          |          |          |